# Verwaltungsgemeinschaft Oberes Pleißental
Die Verwaltungsgemeinschaft Oberes Pleißental lag im thüringischen Landkreis Altenburger Land. Sie wurde nach der Pleiße benannt. In ihr hatten sich die Stadt Gößnitz, die deren Sitz war, und zwei Gemeinden zur Erledigung ihrer Verwaltungsgeschäfte zusammengeschlossen.

## Gemeinden
Nachfolgend die Gemeinden und deren Einwohnerzahl in Klammern (Stand: 31. Dezember 1994):
- Gößnitz, Stadt (4679)
- Heyersdorf (184)
- Ponitz (1954)

## Geschichte
Die Verwaltungsgemeinschaft wurde am 30. Juni 1994 gegründet. Die Auflösung erfolgte am 20. April 1995. Mit Wirkung zum 21. April 1995 wurde Gößnitz erfüllende Gemeinde für die anderen zwei Mitgliedsgemeinden, wodurch die Verwaltungsgemeinschaft aufgelöst wurde. Am 31. Dezember 1994 betrug die Einwohnerzahl 6817.